# Two Rock Mountain
Two Rock Mountain (irl. Binn Dá Charraig, archaizm: Black Mountain; Sliab Lecga) – góra w Irlandii w górach Wicklow w hrabstwie Dún Laoghaire-Rathdown. Wznosi się na wysokość 536 m n.p.m. co daje jej 382 miejsce najwyżej położonych szczytów w Irlandii.